# Journal of General Virology
Journal of General Virology – recenzowane czasopismo naukowe non-profit, publikowane przez Microbiology Society. Czasopismo powstało w 1967 i zamieszcza badania nad wirusami zwierzęcymi, owadzimi, roślinnymi, grzybów, prokariontycznymi i nośnikami TSE. Ponadto objęte zakresem publikacji są również związki antywirusowe i kliniczne aspekty infekcji wirusowej.
Od 2020 redaktorem naczelnym jest profesor Paul Duprex (Centre for Vaccine Research, University of Pittsburgh), który zastąpił profesora Marka Harrisa (University of Leeds), który pełnił funkcję redaktora naczelnego od 2015.